# Roberto Rivellino

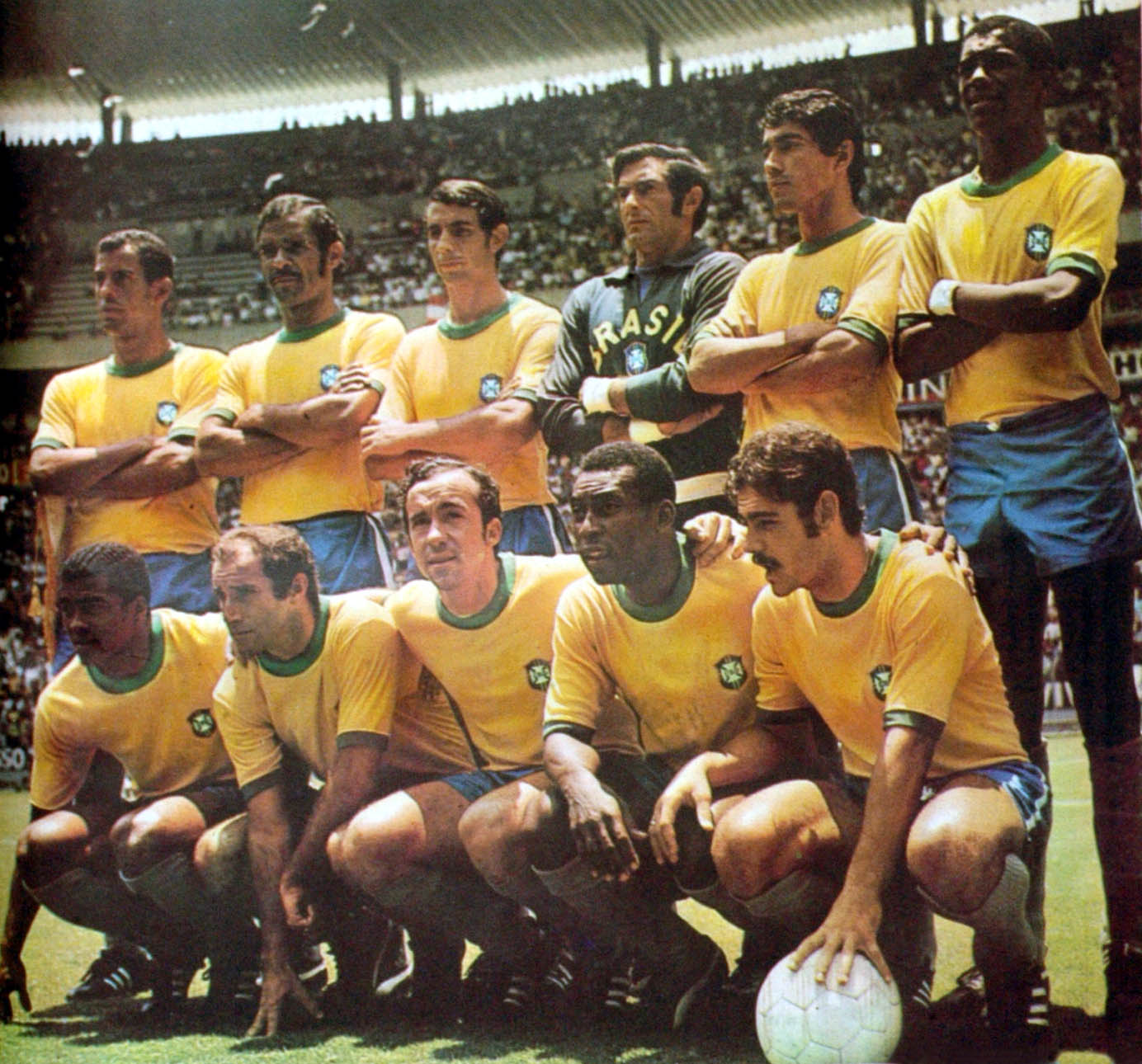
A világbajnok csapatban (1970)

Roberto Rivellino (másik ismert nevén Rivelino, São Paulo, 1946. január 1. –) brazil labdarúgó-középpályás, edző.
A brazil válogatott tagjaként részt vett az 1970-es (ekkor világbajnokok lettek), az 1974-es és az 1978-as labdarúgó-világbajnokságon. A World Soccer Magazine és Pelé (FIFA 100) is beválasztotta toplistájára.

## Pályafutása

### Klubcsapatokban
Először a São Paulo-i Clube Indiano-ban játszott. Első profi futballklubja az egyik leghíresebb brazil klub, a Corinthians Paulista volt. Amikor azonban a Corinthians csapatában játszott, a klub történetének legrosszabb pillanatait élte át. 1974-ben Rivellino konfliktusba került a szurkolókkal, ezért a Fluminense FC csapatához igazolt. Itt a szurkolók kedvencévé vált volt, 1975-ben és 1976-ban megnyerték a Carioca állami bajnokságot. Az 1970-es évek végén Szaúd-Arábiában játszott az Al-Hilal klubban. 1981-ben fejezte be labdarúgó-pályafutását.

### A válogatottban
Az  1970-es világbajnokságon a Brazil válogatott kezdőcsapatában játszott, és 3 gólt szerzett. Ezen a tornán az aranyérmes csapat meghatározó tagja volt. Az 1974-es és az 1978-as világbajnokságon is játszott, ahol Brazília a negyedik, illetve a harmadik helyen végzett.

## Statisztika

### A válogatottban
| Válogatott | Év       | Mérk. | Gól |
| ---------- | -------- | ----- | --- |
| Brazília   | 1965     | 1     | 0   |
| Brazília   | 1968     | 17    | 6   |
| Brazília   | 1969     | 1     | 1   |
| Brazília   | 1970     | 8     | 5   |
| Brazília   | 1971     | 7     | 1   |
| Brazília   | 1972     | 5     | 0   |
| Brazília   | 1973     | 10    | 3   |
| Brazília   | 1974     | 15    | 6   |
| Brazília   | 1976     | 8     | 1   |
| Brazília   | 1977     | 12    | 3   |
| Brazília   | 1978     | 8     | 0   |
| Összesen   | Összesen | 92    | 26  |

## Sikerei, díjai

### Klubcsapatokkal
Corinthians Paulista
- Rio–São Paulo torna: 1966
- Fluminense
- Campeonato Carioca: 1975, 1976

Al Hilal
- Szaúdi Premier League: 1978–79
- Királykupa: 1980

### A válogatottal
Brazília
- Világbajnok: 1970